# Latinska ćuprija
Latinska ćuprija jedan je od najpoznatijih mostova u gradu Sarajevu. Prvi put se spominje 1541. godine i prvotni most bio je vrlo vjerojatno od drvene građe. Prema popisu bosanskog sandžaka sagradio ga je Husein, sin nekog Širmerda. Godine 1565. nalazimo zapis da ga gradi sarajevski ajan Ali Ajni-beg od kamena. Tu je jasno naznačeno da postoji kameni most (ćuprija). Nalazi se na popisu Nacionalnih spomenika Bosne i Hercegovine.

## Povijest
Oštećen je tri puta, prvo u poplavi 1739. godine, zatim 1789. godine porušen je priobalni svod odnosno luk a 1791. godine u većoj poplavi od kada je bio 6 godina van funkcije. Sredstva za njegovu obnovu daje Hadži Abdulah Briga a obnova je uslijedila između 1789./1799. godine. Most je imao četiri stupa s pet lukova ali je regulacijom Miljacke za vrijeme austrougarske uprave jedan stup zazidan. To se jasno može vidjeti zbog njegovog vrha koji se ne nalazi na sredini Miljacke odnosno mosta. Most je u to vrijeme proširen nogostupom a istrošene ploče od vapnenca zamijenjene su granitnim. 
Latinska ćuprija postala je međunarodno poznata kada je u blizini mosta izvršen atentat na prijestolonasljednika Austro-Ugarske Monarhije nadvojvodu Franju Ferdinanda. Taj događaj koji je poznat i kao Sarajevski atentat, smatra se kao službeni početak Prvog svjetskog rata. Od kraja Prvog svjetskog rata 1918. godine nosio je naziv Principov most po Gavrilu Principu koji je izvršio atentat, da bi mu se 1992. godine vratio naziv Latinska ćuprija.

### Spomenik umorstvu
Godine 1917. na Latinskoj ćupriji podignut je Spomenik umorstvu, spomenik Franji Ferdinandu i njegovoj suprugi Sofiji. Spomenik je krajem 1918. godine, nakon nešto više od godine dana od postavljanja, razmontiran i sklonjen u baštu Zemaljskog muzeja Bosne i Hercegovine odakle je misteriozno nestao sredinom 1970-ih a danas se dijelovi spomenika nalaze u Umjetničkoj galeriji Bosne i Hercegovine, Trebinju i na Kobiljoj Glavi.

## Zanimljivosti
Sredinom 18. stoljeća sarajevski su katolici mahom hrvatski kolonisti iz Dubrovnika, trgovci i majstori naseljeni u latinskoj mahali (četvrti).
Pridjev "latinski" bio je aluzija na sljedbenike Rimokatoličke crkve. Most nije nazvan ni po svom osnivaču ni po vakifima koji su ga obnavljali, nego po rečenoj katoličkoj mahali na lijevoj obali.